# Heidmühle
Heidmühle (Plattdeutsch: Heidmöhln) ist ein Stadtteil von Schortens im Landkreis Friesland in Niedersachsen. Heidmühle bildet zusammen mit Schortens, Oestringfelde und Ostiem den Ortskern der Stadt mit circa 13.000 Einwohnern.

## Lage
Heidmühle liegt im Jeverland auf der ostfriesischen Halbinsel, am Rand der Marsch. Zahlreiche Dörfer, etwa die benachbarten Stadtteile Accum und Schoost liegen auf in die Marsch hereinragenden Geestzungen, zwischen denen es früher ausgedehnte Moor- und Heidegebiete gab.

## Geschichte
Heidmühle erhielt seinen Namen von der Heidemühle, einer Bockwindmühle, die 1561 von Upjever dorthin versetzt wurde. Nach dem Bau der Bahnstrecke siedelten sich auch hier viele Werftarbeiter aus Wilhelmshaven an und so entwickelte sich Heidmühle nach und nach zum Ortskern. 1910 entstand die erste Schule, in den 1930er Jahren das heutige Rathaus. Heute leben im Stadtteil Heidmühle ca. 8500 Einwohner. Die namensgebende Mühle wurde 1913 abgebrochen und nach Apen verkauft.
Am 6. Dezember 2011 wurde der Stadt für die Ortsteile Schortens, Heidmühle, Ostiem, Oestringfelde und Grafschaft offiziell das Prädikat „Staatlich anerkannter Erholungsort“ verliehen.

## Religionen
- Römisch-katholische Kirchengemeinde in Heidmühle
- Adventgemeinde in Heidmühle
- Neuapostolische Kirche in Heidmühle

## Verkehr

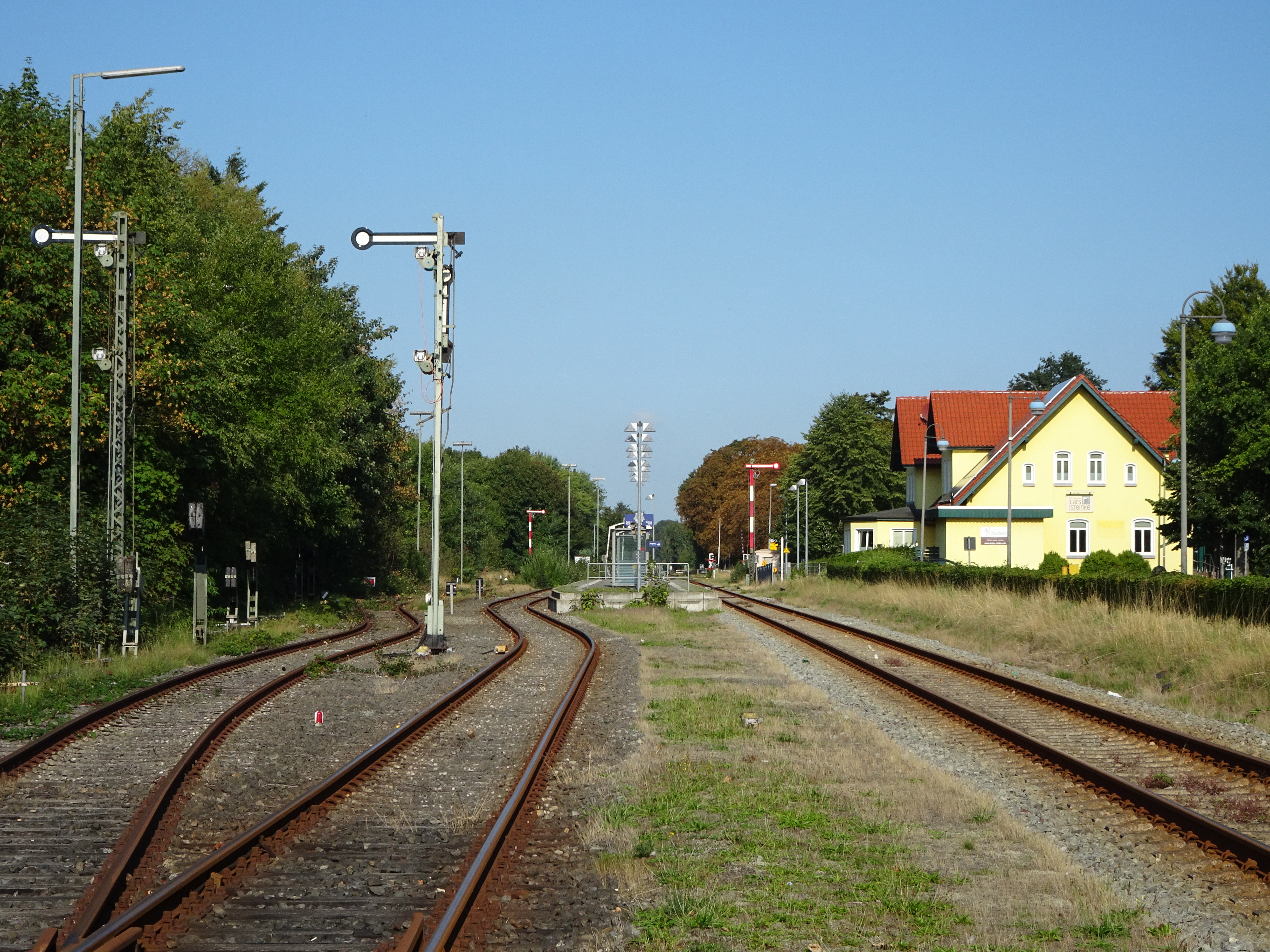
Bahnhof Schortens-Heidmühle

Der Bahnhof Schortens-Heidmühle liegt an der Ostfriesischen Küstenbahn.